# Nazret Weldu
Nazret Weldu Gebrehiwet (sinh ngày 1 tháng 1 năm 1990) là một nữ vận động viên chạy đường dài từ Eritrea. Cô đã thi đấu trong 10.000 mét tại Giải vô địch thế giới 2015 ở Bắc Kinh về đích thứ 24.

## Cuộc thi quốc tế
| Năm                  | Giải đấu              | Địa điểm             | Thứ hạng             | Nội dung             | Chú thích            |
| Đại diện cho Eritrea | Đại diện cho Eritrea  | Đại diện cho Eritrea | Đại diện cho Eritrea | Đại diện cho Eritrea | Đại diện cho Eritrea |
| -------------------- | --------------------- | -------------------- | -------------------- | -------------------- | -------------------- |
| 2010                 | African Championships | Nairobi, Kenya       | 10th (h)             | 800 m                | 2:09.24              |
| 2015                 | World Championships   | Bắc Kinh, Trung Quốc | 24th                 | 10,000 m             | 35:14.18             |

## Thành tích cá nhân tốt nhất
Ngoài trời
- 400 mét - 54,99 (Khartoum 2007)
- 800 mét - 2:04.91 (Huelva 2009)
- 1500 mét - 4:09.34 (Mataró 2012)
- 3000 mét - 9:11.32 (Doha 2012)
- 5000 mét - 15:42,71 (Sollentuna 2013)
- 10.000 mét - 33:23.93 (Melbourne 2014)
- Bán marathon - 1:10:51 (Dương Châu 2014)